# Šlapanice (ort i Tjeckien, Mellersta Böhmen)
Šlapanice är en ort i Tjeckien.   Den ligger i regionen Mellersta Böhmen, i den centrala delen av landet, 30 km nordväst om huvudstaden Prag. Šlapanice ligger 214 meter över havet och antalet invånare är 196.
Terrängen runt Šlapanice är huvudsakligen platt. Šlapanice ligger nere i en dal. Runt Šlapanice är det ganska tätbefolkat, med 116 invånare per kvadratkilometer. Närmaste större samhälle är Kladno, 18,6 km söder om Šlapanice. Trakten runt Šlapanice består till största delen av jordbruksmark.